# سفارت سوئد در پیونگ یانگ
سفارت سوئد در پیونگ یانگ (به لاتین: Embassy of Sweden) یک سفارت در کره شمالی است که در پیونگ‌یانگ واقع شده‌است.